# Петков, Кирил (спортсмен)
Кирил Тодоров Петков (болг. Кирил Тодоров Петков, 8 июня 1933, Доситеево, Хасковская область — январь 2019, София) — болгарский борец греко-римского стиля, призёр Олимпийских игр, чемпион мира.
Родился в 1933 году в селе Доситеево общины Харманли Хасковской области. В 1960 году принял участие в Олимпийских играх в Риме, но стал лишь 9-м. В 1964 году завоевал серебряную медаль Олимпийских игр в Токио. На чемпионате мира 1965 года стал обладателем серебряной медали.
Умер 22 января 2019 года и стал почётным гражданином Перника.